# USS Fox (DD-234)
USS Fox (DD-234/AG-85) là một tàu khu trục lớp Clemson được Hải quân Hoa Kỳ chế tạo vào cuối Chiến tranh Thế giới thứ nhất, đã tiếp tục phục vụ trong Chiến tranh Thế giới thứ Hai và được cải biến thành một tàu phụ trợ khi cuộc xung đột kết thúc. Nó là chiếc tàu chiến thứ năm của Hải quân Hoa Kỳ mang tên USS Fox và là chiếc đầu tiên được đặt theo tên Trợ lý Bộ trưởng Hải quân Gustavus Vasa Fox (1821-1883) trong giai đoạn cuộc Nội chiến Hoa Kỳ.

## Thiết kế và chế tạo
Fox được đặt lườn vào ngày 25 tháng 6 năm 1918 tại xưởng tàu của hãng New York Shipbuilding Company. Nó được hạ thủy vào ngày 12 tháng 6 năm 1919, được đỡ đầu bởi cô Virginia Blair, cháu họ Gustavus V. Fox; và được đưa ra hoạt động vào ngày 17 tháng 5 năm 1920 dưới quyền chỉ huy của Hạm trưởng, Trung tá Hải quân A. D. Turnbull.

## Lịch sử hoạt động

### Giữa hai cuộc thế chiến
Fox khởi hành từ Philadelphia, Pennsylvania vào ngày 20 tháng 8 năm 1920 để đi Newport, Rhode Island, nơi nó được chất đầy đạn dược và nhiên liệu, và đến ngày 28 tháng 8 đã lên đường đi sang vùng biển Địa Trung Hải. Nó đi đến Constantinople, Thổ Nhĩ Kỳ vào ngày 21 tháng 9 để trình diện phục vụ cùng Lực lượng Hải quân Hoa Kỳ hoạt động tại vùng biển Thổ Nhĩ Kỳ. Nó tuần tra tại khu vực Đông Địa Trung Hải và Hắc Hải cho đến tháng 7 năm 1922, viếng thăm nhiều cảng tại Thổ Nhĩ Kỳ, Hy Lạp, Palestine, Syria, Tiểu Á, Romania, Nga và Ai Cập. Trong một giai đoạn đầy biến động suốt vùng Cận Đông và miền Nam nước Nga, nó đã hỗ trợ các hoạt động cứu trợ, vận chuyển thư tín, hàng hóa và nhân sự của hội Chữ thập đỏ và Ủy ban Thực phẩm; phục vụ như là tàu trạm tại nhiều cảng, trợ giúp vào việc di tản người tị nạn khỏi Crimea.
Rời Constantinople vào ngày 8 tháng 7 năm 1922 để quay trở về Hoa Kỳ, Fox về đến Philadelphia vào ngày 27 tháng 7. Sau khi được đại tu và tham gia thực tập, nó đi đến Norfolk, Virginia vào ngày 28 tháng 9, để trang bị nhằm để được tiếp tục bố trí sang vùng Cận Đông. Nó rời Norfolk vào ngày 2 tháng 10 năm 1922 và đi đến Constantinople vào ngày 22 tháng 10, tham gia nhiệm vụ liên lạc và tình báo cùng Lực lượng Hải quân Hoa Kỳ tại vùng biển Thổ Nhĩ Kỳ cho đến ngày 18 tháng 7 năm 1923, khi nó lên đường quay trở về Hoa Kỳ ngang qua Naples và Gibraltar, về đến New York vào ngày 11 tháng 8.
Trong tháng 9 và tháng 10 năm 1923, Fox được phân về Hạm đội Tuần tiễu, tham gia các cuộc cơ động hạm đội tại khu vực Newport. Đến tháng 11, nó được điều động về Quân khu Hải quân 3, và trong suốt bảy năm tiếp theo đã tham gia vào việc huấn luyện quân nhân dự bị. Nó đi đến Philadelphia vào ngày 24 tháng 10 năm 1930, và được cho xuất biên chế tại Xưởng hải quân Philadelphia vào ngày 2 tháng 2 năm 1931.
Fox được đưa vào biên chế dự bị luân phiên tại Philadelphia vào ngày 1 tháng 4 năm 1932. Đến ngày 18 tháng 6, nó được nhập biên chế đầy đủ trở lại và được phân về Đội khu trục 1 thuộc Hải đội 1, Lực lượng Tuần tiễu. Khởi hành từ Philadelphia vào ngày 29 tháng 6, Fox đi đến Hampton Roads và vào ngày 2 tháng 7 đã lên đường cùng Đội khu trục 1 để đi sang vùng bờ Tây Hoa Kỳ, ngang qua kênh đào Panama, đi đến San Diego, California vào ngày 22 tháng 7. Từ năm 1932 đến năm 1938, nó hoạt động chủ yếu tại khu vực Thái Bình Dương cùng với các hải đội khu trục của Lực lượng Tuần tiễu và Lực lượng Chiến trận, tham gia các cuộc thực tập chiến thuật và chiến lược hạm đội dọc theo bờ biển, cũng như các chuyến đi đến vùng kênh đào hay vùng biển Hawaii để tham gia các cuộc tập trận Vấn đề Hạm đội. Trong giai đoạn này nó từng thực hiện hai chuyến đi đến Đại Tây Dương và vùng biển Caribe từ tháng 4 đến tháng 10 năm 1934 và từ tháng 4 đến tháng 10 năm 1936. Vào ngày 14 tháng 5 năm 1938, nó rời San Diego đi sang vùng bờ Đông, đi đến Xưởng hải quân Philadelphia vào ngày 2 tháng 6, và được cho xuất biên chế tại đây vào ngày 16 tháng 9 năm 1938.

### Thế chiến II
Fox được cho nhập biên chế trở lại một lần nữa vào ngày 25 tháng 9 năm 1939, được phân về Hải đội Đại Tây Dương, và từ ngày 25 tháng 10 đã tham gia hộ tống và tuần tra dọc theo bờ biển Đại Tây Dương và vùng biển Caribe cho đến tháng 8 năm 1940. Đi đến Balboa, Panama vào ngày 25 tháng 8, nó tiến hành tuần tra gần bờ từ cảng này cho đến khi lên đường đi sang San Francisco, California vào ngày 25 tháng 10. Nó tuần tra cùng Lực lượng Phòng thủ tại chỗ thuộc Quân khu Hải quân 12 cho đến khi lên đường vào ngày 2 tháng 1 năm 1941 để đi Seattle, Washington. Nó tuần tra dọc bờ biển ngoài khơi Washington và Oregon cùng Lực lượng Phòng thủ tại chỗ thuộc Quân khu Hải quân 13 cho đến tháng 12 năm 1941, ngoại trừ một đợt đại tu từ tháng 3 đến tháng 6, cũng như một lượt bố trí tạm thời đến Quân khu Hải quân 12 từ ngày 20 tháng 8 đến ngày 9 tháng 10.
Vào ngày 12 tháng 12 năm 1941, Fox khởi hành từ Bremerton, Washington để đi Alaska hộ tống cho chiếc Southerland. Nó đi đến Dutch Harbor vào ngày 18 tháng 12, và tiếp tục phục vụ trong vai trò hộ tống các tàu buôn đi đến Sitka và Kodiak, cho đến khi quay trở về Seattle vào ngày 12 tháng 2 năm 1942. Sau khi được sửa chữa tại Xưởng hải quân Puget Sound, nó làm nhiệm vụ tuần tra ngoài khơi Seattle, canh phòng tại Port Angeles từ ngày 14 đến ngày 18 tháng 3, và thực hiện ba chuyến đi hộ tống đến San Pedro, California cho đến ngày 10 tháng 5 năm 1942. Từ ngày 21 tháng 5 năm 1942 đến ngày 20 tháng 6 năm 1942, nó lên đường hộ tống cho một đoàn 12 tàu buôn đi đến nhiều cảng Alaska khác nhau; rồi sau khi được hiện đại hóa tại Seattle từ ngày 3 tháng 7 đến ngày 8 tháng 9, nó rời Seattle vào ngày 22 tháng 9 năm 1942 để đi Dutch Harbor. Sau khi hộ tống một tàu vận chuyển đi đến vịnh Chernofski, nó rời Dutch Harbor vào ngày 28 tháng 10 hộ tống một đoàn gồm bốn tàu ngầm Liên Xô đi San Francisco.
Vào ngày 25 tháng 5 năm 1943, Fox khởi hành từ Seattle thực hiện nhiệm vụ lâu dài như tàu tuần tra và hộ tống dọc theo nhiều cảng khác nhau ở Alaska, hoạt động dưới quyền chỉ huy của Tư lệnh Tiền phương Biển Tây Bắc, cho đến ngày 25 tháng 3 năm 1944. Ngoài các hoạt động thực tập và tuần tra ven biển thường lệ, nó thực hiện nhiều chuyến đi đến vùng biển Alsaka, vận chuyển nhân sự Hải quân, Thủy quân Lục chiến và Tuần duyên giữa Seattle và các căn cứ tại Kodiak và Adak. Vào ngày 15 tháng 4, con tàu rời Seattle để đi San Diego, nơi nó gia nhập lực lượng Tiền phương Biển phía Tây tại vùng Nam California. Nó hoạt động tại khu vực San Diego cho đến tháng 9, tiến hành các cuộc thực tập chống tàu ngầm, huấn luyện học viên của trường thủy âm, vận chuyển hành khách, làm nhiệm vụ hộ tống và các chuyến đi quay phim.
Fox khởi hành từ San Diego vào ngày 22 tháng 9 năm 1944 và đi đến Xưởng hải quân Puget Sound vào ngày 26 tháng 9 để được cải biến thành một tàu phụ trợ. Được xếp lại lớp với ký hiệu lườn mới AG-85 vào ngày 1 tháng 10, nó lên đường đi Seattle vào ngày 4 tháng 11, và sau một đợt thực hành lại lên đường vào ngày 8 tháng 11 để đi San Francisco. Đi đến Căn cứ Không lực Hải quân Alameda vào ngày 11 tháng 11, nó trình diện để phục vụ cùng Tư lệnh Không lực Hạm đội. Từ tháng 11 năm 1944 đến tháng 9 năm 1945, nó đặt căn cứ tại Alameda, tham gia các cuộc thực tập huấn luyện máy bay, và phục vụ như tàu mục tiêu để huấn luyện thả ngư lôi từ máy bay tại khu vực Monterey. Nó rời khu vực vịnh San Francisco vào ngày 18 tháng 10 năm 1945 để đi sang vùng bờ Đông, đi đến Norfolk, Virginia vào ngày 7 tháng 11. Fox được cho ngừng hoạt động tại Xưởng hải quân Norfolk, Portsmouth, Virginia vào ngày 29 tháng 11 năm 1945. Tên nó được cho rút khỏi danh sách Đăng bạ Hải quân vào ngày 19 tháng 12 năm 1945, và lườn tàu bị bán để tháo dỡ vào ngày 12 tháng 11 năm 1946.